# Adrian Zieliński
Adrian Edward Zieliński (Nakło nad Notecią, 28 marzo 1989) è un sollevatore polacco.

## Biografia
Ha vinto la medaglia d'oro ai mondiali 2010 di Antalya, sollevando un totale di 383Kg; l'anno successivo ai mondiali disputatisi a Parigi, non va oltre i terzo posto, conquistando la medaglia di bronzo nella categoria fino a 85 kg.
Nel 2012 ottiene il suo miglior risultato in carriera, alle Olimpiadi 2012, nel sollevamento pesi, categoria fino a 85 kg, vince la medaglia d'oro, sollevando un totale di 385 kg.
Ai Giochi olimpici di Rio de Janeiro 2016 avrebbe dovuto competere nella categoria dei 94 kg, ma è stato espulso dai Giochi assieme al fratello Tomasz Zieliński, in quanto risultati positivi ad un test antidoping.
Nel 2020 ha dichiarato di aver vissuto un periodo difficile dopo la squalifica per la nascita della figlia malata e per essere rimasto vittima dell'odio nei suoi confronti, manifestato attraverso i social network da parte di alcuni utenti.